# Жаринов, Евгений Викторович
Евге́ний Ви́кторович Жа́ринов  (род. 26 июня 1954, Москва) — советский и российский писатель,литературовед, публицист, переводчик, доктор филологических наук, профессор кафедры всемирной литературы филологического факультета МПГУ.

## Биография
После окончания школы учился в МАИ (1972—1973). В 1974 году поступил на филфак МПГУ, который окончил в 1979 году с красным дипломом. Преподавал в школе.
В 1985 году защитил кандидатскую диссертацию по творчеству Л. Н. Толстого на тему «Особенности психологизма позднего Л. Н. Толстого: от кавказских повестей к „Хаджи-Мурату“».
Занимался переводом с английского современных романов, в частности известен как один из переводчиков «Волшебника Земноморья» Урсулы ле Гуин и детективов Филиппа Марголина.
В 1999 году защитил докторскую диссертацию, посвященную западной беллетристике на тему «Историко-литературные корни массовой беллетристики».
Член Союза писателей России (Московская городская организация).

## Семья
Женат, сыновья — Станислав (род. 1983) и Николай (род. 1987).

### Романы
- Голос. — М.: С. Т. Корнеев, 2003. — ISBN 5-89073-039-8.
- Библиотека Дон Кихота. — М.: ГИТР, 2013. — 356 с. — ISBN 978-5-94237-053-4.
  - Тайна средневековых текстов. Библиотека Дон Кихота. — М.: АСТ, 2020. — 416 с. — ISBN 978-5-17-121543-9.
- Дух Меркурия. — СПб.: Арка, 2018. — 304 с. — ISBN 978-5-91208-345-7.

### Монографии
- «Фэнтези» и детектив — жанры современной англо-американской литературы. — М.: Международная академия информатизации, 1996. — 126 с. — ISBN 5-88693-002-7.
- Историко-литературные корни массовой беллетристики. — М.: ГИТР, 2004. — ISBN 5-94237-001-X.

### Публицистика

#### Документальная проза
- Жак де Моле. — М.: Олимп, 1999. — 192 с. — ISBN 5-7390-0911-1.
  - Пророчества Великого Магистра тамплиеров. — М.: Этерна, 2013. — 176 с. — ISBN 978-5-480-00275-1.
- Нация и сталь. История семьи Круппов. — М.: ГИТР, 2001. — 416 с. — ISBN 5-94237-003-6.
  - Империя Круппов. Нация и сталь. — М.: АСТ, 2019. — 448 с. — ISBN 978-5-17-112590-5.

#### Серия «Звезда лекций»
- Сериал как искусство. Лекции-путеводитель. — М.: АСТ, 2015. — 320 с. — ISBN 978-5-17-093204-7.
- Лекции о литературе. Диалог эпох. — М.: АСТ, 2016. — 416 с. — ISBN 978-5-17-095780-4.
- Лекции о зарубежной литературе. От Гомера до Данте. — М.: АСТ, 2018. — 448 с. — ISBN 978-5-17-106377-1.
- Как читать и понимать классику. От Шекспира до Агаты Кристи. — М.: АСТ, 2018. — 480 с. — ISBN 978-5-17-109003-6.

#### Серия «Классика лекций»
- Безобразное барокко. — М.: АСТ, 2019. — 448 с. — ISBN 978-5-17-112339-0.
- Роковой романтизм. Эпоха демонов. — М.: АСТ, 2020. — 576 с. — ISBN 978-5-17-114717-4.
- Падшее Просвещение. Тень эпохи. — М.: АСТ, 2021. — 512 с. — ISBN 978-5-17-126709-4.
- История всех времен и народов через литературу. — М.: АСТ, 2021. — 416 с. — ISBN 978-5-17-138709-9.
- Безумные русские ученые. Беспощадная наука со смыслом. — М.: АСТ, 2022. — 368 с. — ISBN 978-5-17-126887-9.
- Великие личности и эпохи через литературу. — М.: АСТ, 2022. — 480 с. — ISBN 978-5-17-138322-0.

#### Серия «История и культура с Евгением Жариновым»
- История тела сквозь века. — М.: АСТ, 2024. — 448 с. — ISBN 978-5-17-150363-5.

### Переводы
- Ле Гуин Урсула К. Маг Земноморья / пер. с англ. Е. Жаринова. — М.: Улей, 1990. — 224 с.
- Габриэль М.[англ.] Маска времени / пер. с англ. Е. Жаринова — М.: Новости, 1998. — 672 с. — ISBN 5-7020-0885-5.
- Марголин Ф.[англ.] Исчезла, но не забыта / пер. с англ. Е. Жаринова — М.: Новости, 1998. — 416 с. — ISBN 5-7020-1015-9.

## Награды и премии
- Премия «Фигаро» в номинации «Воспитание искусством» (2024)[2].